# 南京市市旗
南京市市旗，是中華人民共和國江蘇省南京市的曾用市旗，創始於1988年6月22日南京市人大常委會通過《關於確定市徽市旗圖案的決定》，由南京市市政府辦公廳下發《關於製作、使用南京市市徽市旗的規定》正式實施。然而，中共中央辦公廳及國務院辦公廳於1997年11月18日發表《中共中央辦公廳、國務院辦公廳關於禁止自行製作和使用地方旗、徽的通知》，要求各級地方政府禁止自行製作和使用地方旗及地方徽，南京市政府在禁旗徽通知之後不再在公開場合使用市旗。直到1997年12月，南京市人大常委會廢止《關於確定市徽市旗圖案的決定》，廢除南京市市旗和市徽，南京市市旗的使用地位正式結束。除南京外，宁波、广州等城市也停用了市旗。不過廢除市旗後，市旗仍在市內流通，南京市文明辦曾經在2002年中華人民共和國國慶期間要求任何單位和個人不要懸掛南京市市旗。

## 設計
南京市市旗的形狀、顏色、以及市徽圖案，無論在旗幟正面或背面看時都是一樣，只是方向有所不同。旗幟正面為旗桿在左之一面，為旗桿在右之旗幟背面，均應對應製作。市旗和市徽的規格和使用方法，由1988年6月22日生效的《關於確定市徽市旗圖案的決定》和《關於製作、使用南京市市徽市旗的規定》具體訂明。南京市政府同時制定了展示市旗和市徽時必須遵從的條件，以下作出相關簡述。

### 象徵意義
市旗為長方形，上部三份之二為紅色，象徵太陽的光輝，代表光明和未來，也象徵烈士的鮮血，因為南京的今日是烈士犧牲而得來，希望南京市民依先烈的遺志建設好城市；下部三份之一為粉綠色，象徵大地，代表生命力；紅色和粉綠色中間有一條白線，象徵長江，因為長江是南京文明的搖籃，也是歷史的見證。
市徽鑲嵌市旗紅色部份中央，為金色或黃色，圓形為主，底部呈方形，圓形又分外圓內圓，外圓呈月牙形，與內圓互相對應，猶如日月同輝，日月合壁，日升月恆。市徽上部左虎右龙，代表虎踞龍盤。虎與龍都長了翅膀，如大鵬展翅，龍騰虎躍，象徵虎踞龍盤今勝昔，南京在發展和前進，向四個現代化奔飛。市徽中央是南朝陵墓石雕中的代表物辟邪，象徵南京六朝古都的悠久歷史，同時又向人民展示了穩步向前，任何風浪都阻擋不了的未來。市徽環圍辟邪的三條幾何形的飄帶，上細下粗，代表奔騰不息的長江，象徵南京的建設，如雄渾巨川，浩浩蕩蕩，勢不可擋。市徽下部是一座城堡，堡上有六垛女牆，代表南京六朝古都的身份。市旗全體的意思是在綠色的大地上，南京由先烈的犧牲而莊嚴的建立在長江邊上。

## 沿革

### 徵集
1986年11月28日，南京市第九屆人大常委會第二十七次會議，批准南京市政府廣泛徵集南京市市旗市徽圖案，經徵集後選出由保彬設計的市旗市徵方案，南京市市徽圖案在1992年10月登載於由江蘇美術出版社出版的《南京藝術學院美術作品選集》。

### 規則
根據《關於製作、使用南京市市徽市旗的規定》表述，市旗、市徽是南京的象徵和標誌，不得用於產品商標、包裝裝潢等純商業性活動。1997年4月28日南京捲菸廠用南京市市徽為商標註冊圖案，2003年5月9日市徽原作者保彬控告南京捲菸廠侵犯版權。由於市徽已經廢除及特殊性，引起誰是市徽法定版權持有人的法律爭議，後该案经法院主持调解，双方握手言和，使纠纷得以解决。

### 废除
虽然南京市市旗在1997年12月被废除，但市旗在南京市境内继续流通，当地部分企业、学校、机关等单位继续悬挂南京市市旗。2014年南京青奥会期间，青奥村广场除悬挂200多面南京青奥会会旗之外，还悬挂三面南京市市旗。